# Christisonia siamensis
Christisonia siamensis är en snyltrotsväxtart som beskrevs av William Grant Craib. Christisonia siamensis ingår i släktet Christisonia och familjen snyltrotsväxter. Inga underarter finns listade i Catalogue of Life.